# Classe V (sommergibile 1914)
La classe V è stata una classe di quattro sommergibili prodotti dall'industria navale Vickers per la Royal Navy tra il 1912 e il 1916, durante la prima guerra mondiale. Questa classe fu costruita nello stesso periodo e in risposta alla classe S realizzata da Scotts e alla classe W realizzata da Armstrong Whitworth.

## Sommergibili
| Nome   | Nº  | Cantiere        | Impostazione | Varo       | Completamento | Destino         | Note |
| ------ | --- | --------------- | ------------ | ---------- | ------------- | --------------- | ---- |
| HMS V1 | I2A | Vickers, Barrow | 11/1912      | 23/7/1914  | 5/1915        | venduto 11/1921 |      |
| HMS V2 | I3A | Vickers, Barrow | 10/1913      | 17/2/1915  | 11/1915       | venduto 11/1921 |      |
| HMS V3 | I4A | Vickers, Barrow | 1/1914       | 1/4/1915   | 1/1916        | venduto 10/1920 |      |
| HMS V4 | I5A | Vickers, Barrow | 2/1914       | 25/11/1915 | 3/1916        | venduto 10/1920 |      |